# Ca’ Foscari

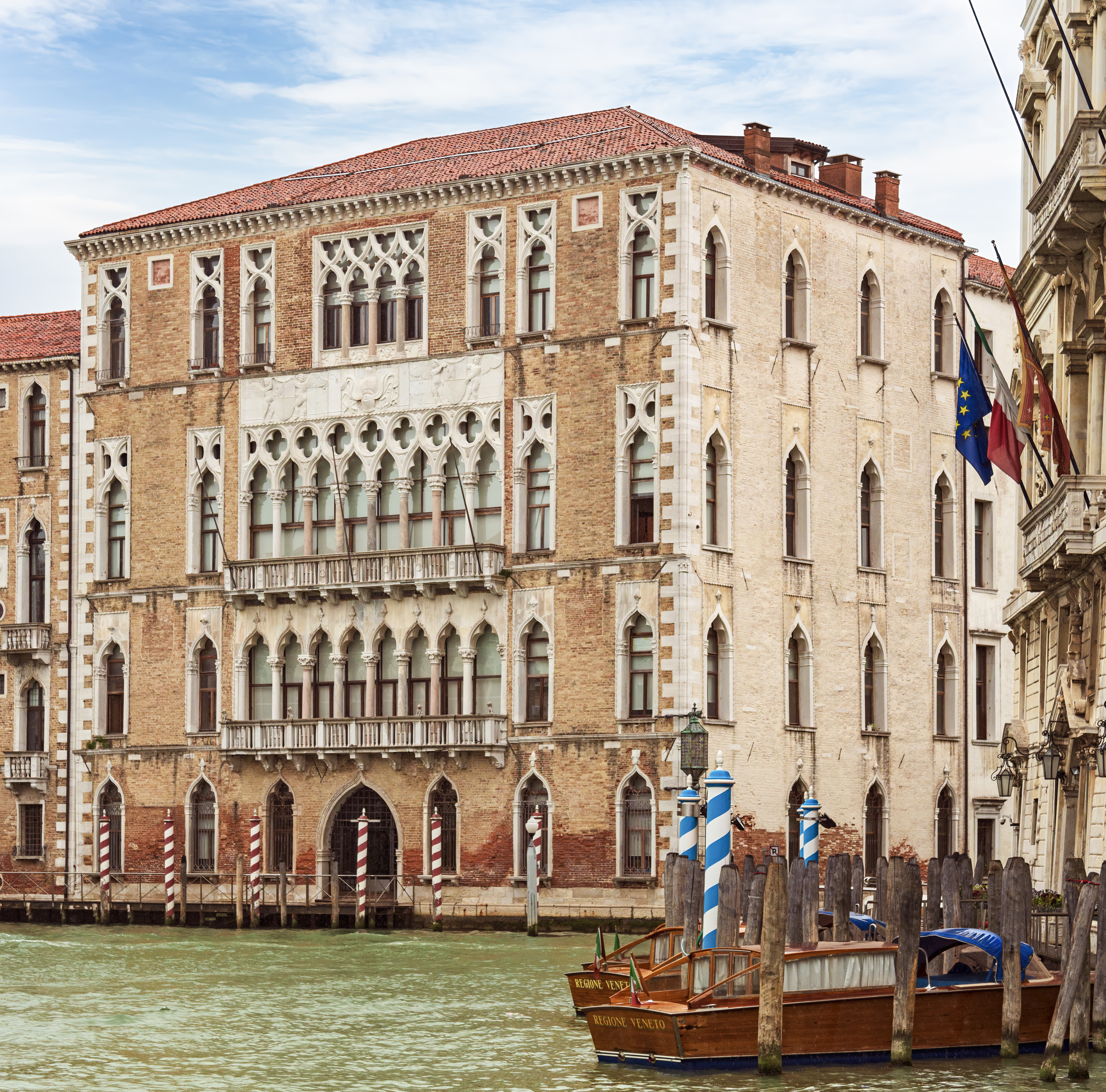
Ca’ Foscari, Südostansicht

Ca’ Foscari, auch Palazzo Foscari genannt, ist ein spätgotischer Palast in Venedig, der als Sitz der venezianischen Universität dient. Zur Zeit seiner Errichtung war er das größte Privathaus Venedigs. Gemeinsam mit dem benachbarten Palazzo Giustinian bildet die Ca’ Foscari seit 1942 einen zusammenhängenden Gebäudekomplex und damit den größten gotischen Palastkomplex Venedigs. Er kann im Rahmen einer Führung entgeltlich besichtigt werden.
Der Palast wurde oft als Unterkunft für hochgestellte Gäste der Republik Venedig genutzt. Das Haus bietet aufgrund seiner günstigen Lage an der ersten Biegung des Canal Grande, der sogenannten volta di Canal, eine außergewöhnlich weitreichende Sicht entlang der Wasserstraße. Der Blick reicht von der Rialtobrücke im Nordosten bis zur Accademia-Brücke im Süden. Wegen seines Standortvorteils ist das Haus im September jedes Jahres der Zielpunkt der Regata storica.

## Beschreibung
Der Palast steht in prominenter Lage im Stadtteil Dorsoduro gegenüber dem Palazzo Balbi und liegt dabei zwischen dem Rio di Ca’ Foscari und dem Rio di San Barnaba auf der rechten Seite in Richtung Bacino di San Marco.
Der Ca’ Foscari ist ein typisches Beispiel für die spätgotischen Stadtpaläste des venezianischen Adels und der reichen Kaufleute. Das Erdgeschoss des vierstöckigen Gebäudes im Flamboyantstil wurde früher als Lagerraum genutzt. Die beiden ersten Obergeschosse dienten den Bewohnern als Piano nobile, also zu Wohnzwecken und Festlichkeiten. Das oberste Geschoss wird von einem flachen, mit roten Pfannen gedeckten Walmdach abgeschlossen. Das Anwesen besitzt zwei Eingänge. Der zum Kanal zeigende Eingang war früher das Hauptportal. Dieser Kielbogeneingang mit einem Gewände aus hellem Marmor ist aufwändiger gestaltet als der zur Straße hin gelegene Eingang. Gleichermaßen verhält es sich mit der unverputzten wasserseitigen Fassade. Sie ist – mit Ausnahme eines Frieses – vollkommen symmetrisch gestaltet und zeigt im ersten sowie zweiten Obergeschoss eine Marmor-Loggia aus achtbogigen Arkaden. Damit werden die beiden Piano nobili architektonisch besonders betont. Über den Säulen der Arkatur, die mit Blattwerk, Tieren und Masken verziert sind, findet sich Vierpass-Maßwerk, das von einem marmornen Fries bekrönt ist. Dessen zentrales Motiv ist ein Helm, der an beiden Seiten von Wappenschild tragenden Putten flankiert wird. Die Schilde zeigen das Wappen der Familie Foscari. Die zur Landseite zeigende, hintere Fassade stammt nicht aus der Errichtungszeit des Gebäudes, sondern wahrscheinlich erst aus dem späten 16. Jahrhundert.
Das kürzlich restaurierte straßenseitige Portal führt in den großen Innenhof des Anwesens, der an zwei Seiten von einer Ringmauer abgeschlossen wird. Der Hof ist nach dem des Dogenpalasts der zweitgrößte seiner Art in Venedig.

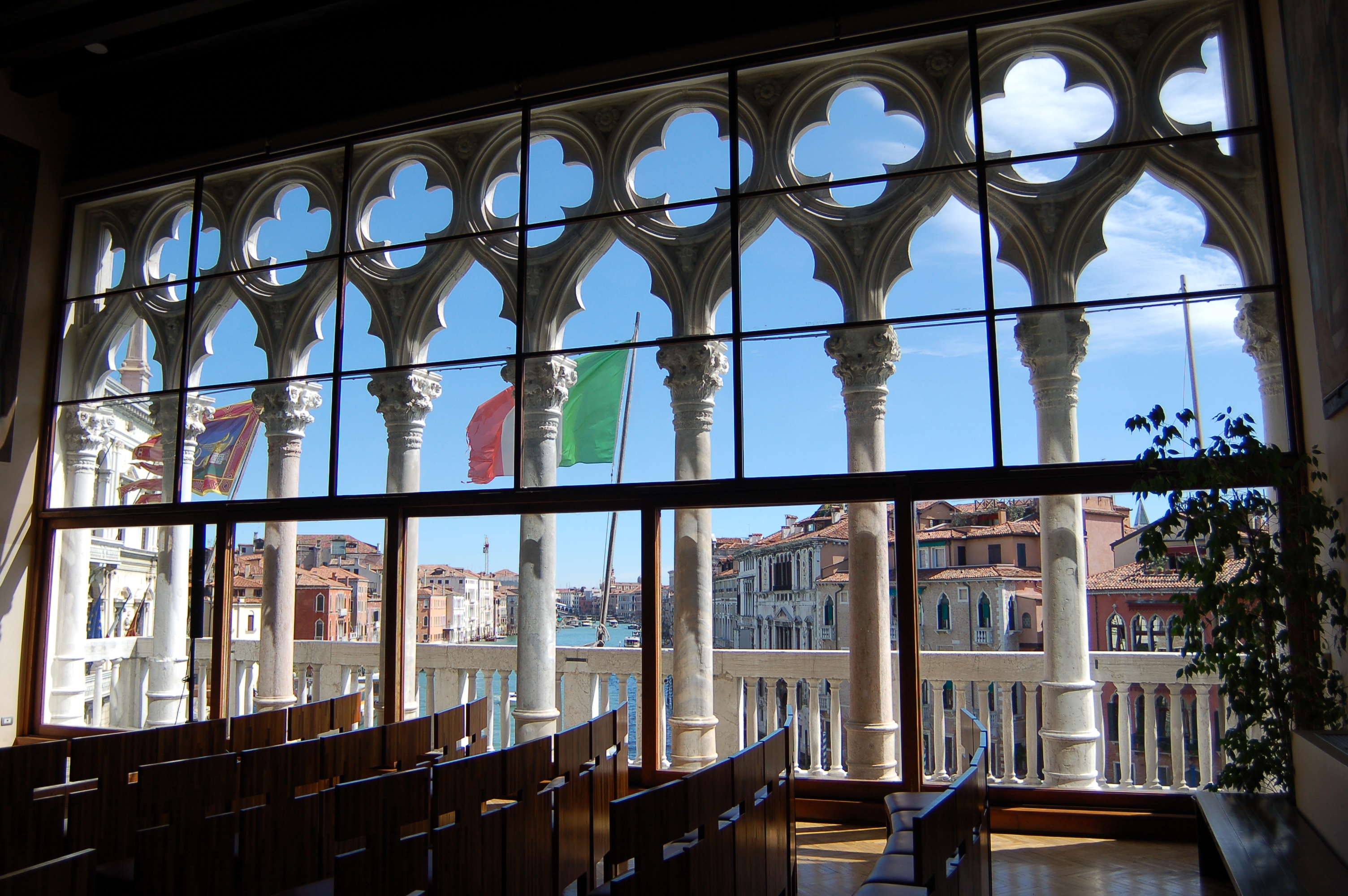
Blick über den Canal Grande Richtung Rialtobrücke

Im inneren ist vor allem der Große Saal im zweiten Obergeschoss bemerkenswert. Er ist dem 1984 verstorbenen italienischen Literaturprofessor Mario Baratto gewidmet, weswegen er auch Mario-Baratto-Saal genannt wird. Der Saal präsentiert sich mit einer Innenausstattung aus den 1930er und 1950er Jahren. Aus der Zeit der 1930er Jahre stammen auch die beiden im Großen Saal hängenden Fresken Venezia, l’Italia e gli studi (deutsch Venedig, Italien und die Studien) von Mario Sironi sowie La scuola (deutsch Die Schule) von Mario Deluigi. Letztgenanntes Werk befand sich zunächst im ersten Stockwerk, wurde dann jedoch in den großen Saal versetzt. Es zeigt einen Philosophen umringt von seinen Schülern.

Grundriss des Ca’ Foscari (rechts) und des Palazzos Giustinian (links)
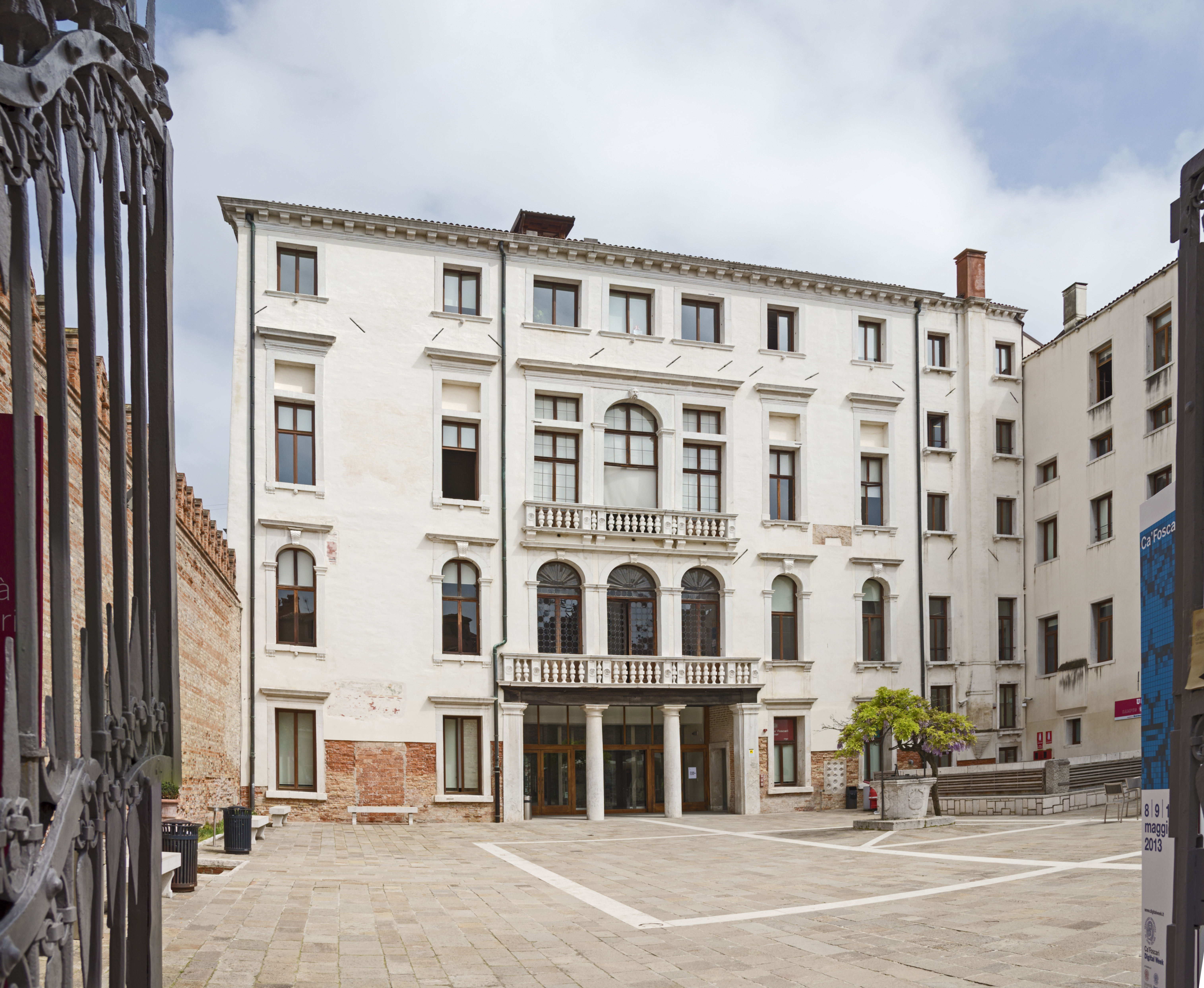
Fassade auf der Calle Foscari
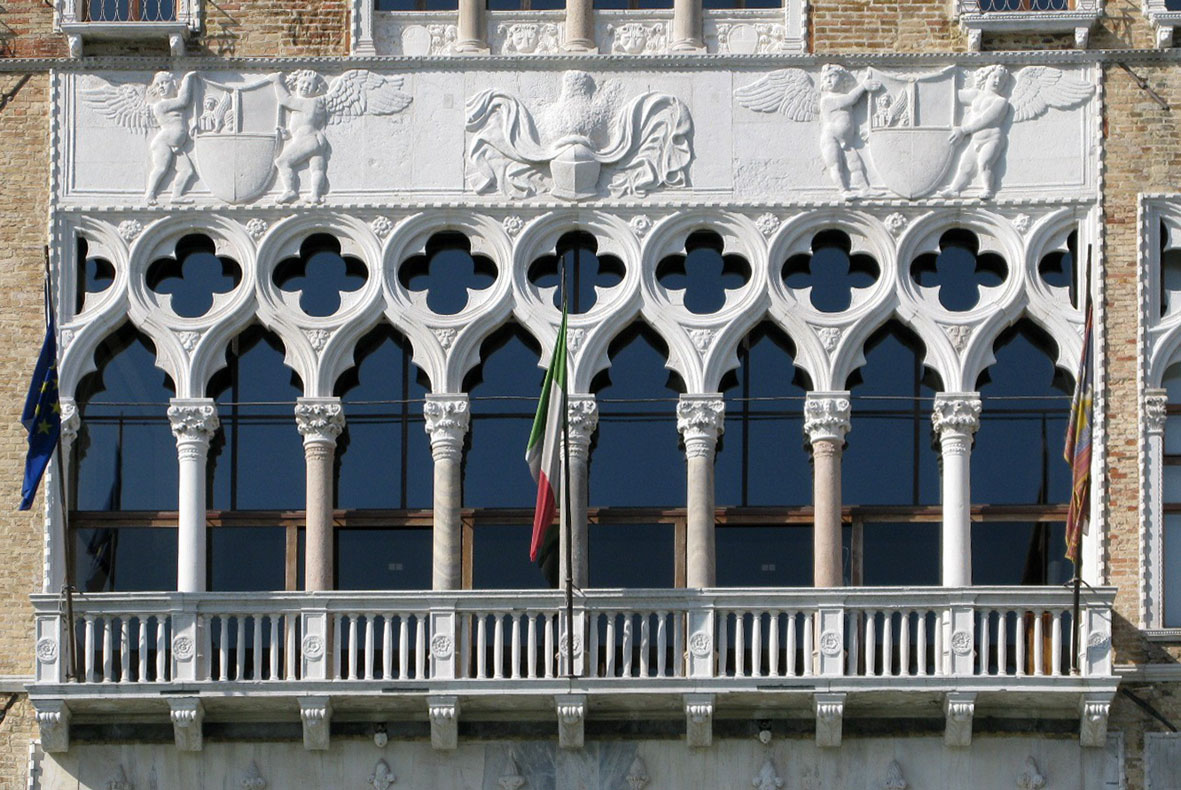
Loggia des zweiten Geschosses
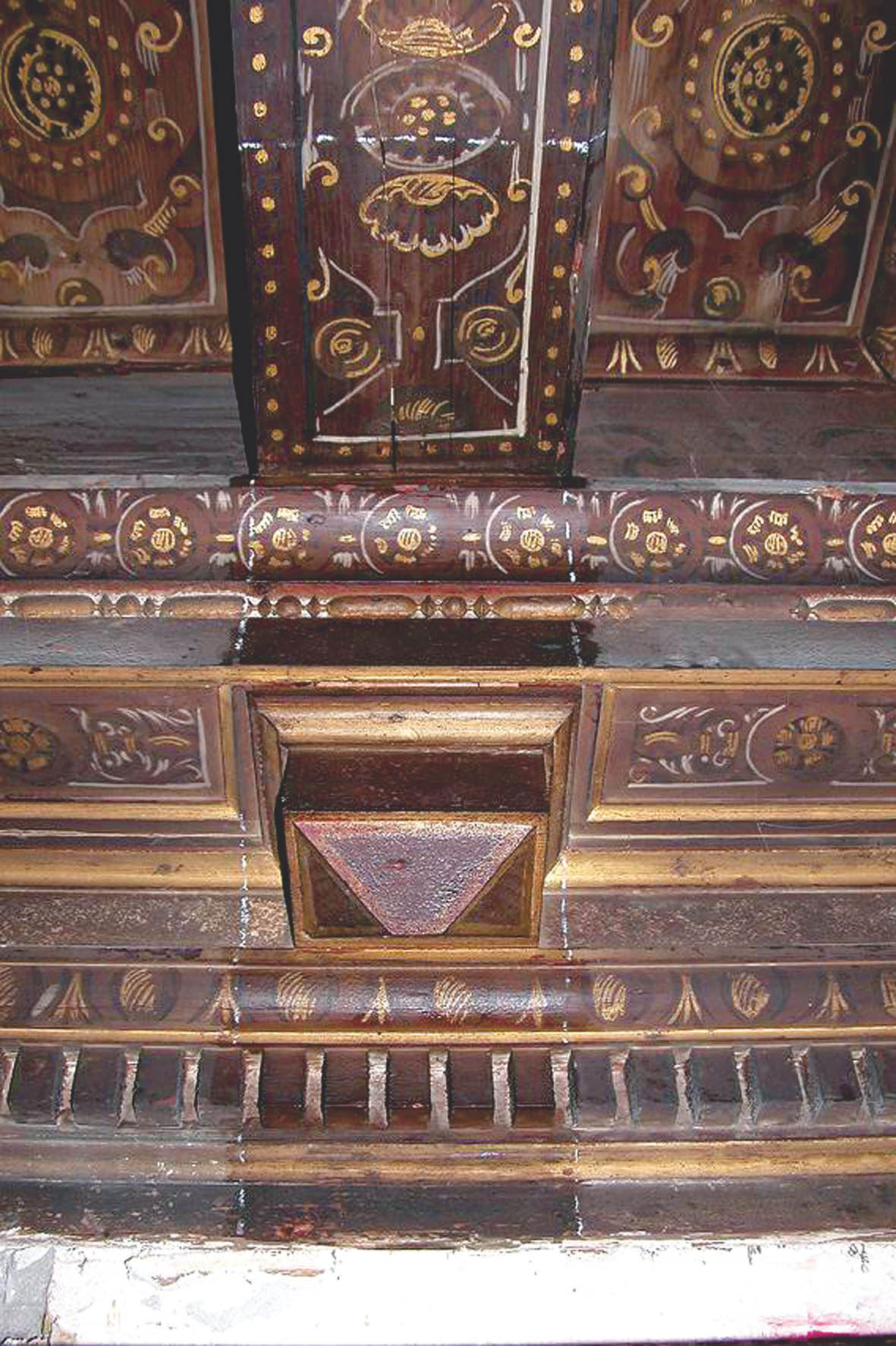
Vergoldete Decke aus dem 16. Jahrhundert

## Geschichte

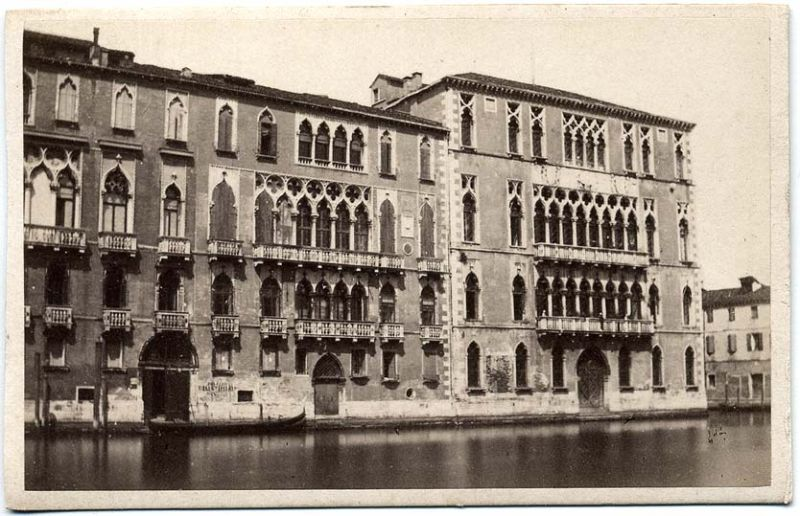
Der Ca’ Foscari ca. 1869, Fotografie von Carlo Naya; links der Palazzo Giustinian

Am Ort des heutigen Palasts stand früher das sogenannte Casa delle Due Tori (deutsch Haus der zwei Türme), das die Republik Venedig im Jahr 1429 von Bernardo Giustinian ankaufte, um es anschließend dem Condottiere Gianfrancesco I. Gonzaga, Graf von Mantua, zu schenken. Nachdem er die Seiten gewechselt und sich gegen Venedig gestellt hatte, wurde das Gebäude 1439 konfisziert und an Francesco I. Sforza, den späteren Herzog von Mailand, gegeben. Als auch dieser sich gegen Venedig gestellt hatte, zog die Republik es 1450 erneut ein und versteigerte es im Jahr 1452. Käufer war der Doge Francesco Foscari. Er ließ die dort stehenden Bauten niederlegen und ab 1453 einen neuen repräsentativen Palazzo errichten, dessen aufwändige Gestaltung seinem Stand angemessen war. Von seiner Familie erhielt der Neubau den heutigen Namen. Die Pläne für das Gebäude lieferte der venezianische Architekt Bartolomeo Bon. Der Bau des Hauses dauerte mehrere Jahre und war beim Tod Francesco Foscaris im Jahr 1457 noch nicht beendet.
Zu den illustren Gästen des Palastes zählte 1574 der zukünftige französische König Heinrich III. Der spätere Kurfürst von Hannover, Ernst August, besuchte ab den 1640er Jahren häufig Venedig und mietete den Palazzo Foscari dauerhaft als seine Unterkunft an.
Die Familie Foscari blieb bis 1845 Eigentümerin des Gebäudes, ehe sie es in jenem Jahr an die Congregazione municipale di Venezia verkaufte. Die nachfolgenden Nutzungen, zum Beispiel 1849 als Hospital, waren der historischen Bausubstanz sehr abträglich. Auch, dass die österreichische Besatzungsmacht den Palast als Kaserne nutzte, schadete dem Gebäude – vor allem im Inneren – sehr. Als dann 1868 die Gründung der Königlichen Handelshochschule (italienisch Regia Scuola Superiore di Commercio) beschlossen wurde, wurde der Ca’ Foscari zu deren Sitz bestimmt.
In den 1930er Jahren fanden unter der Federführung des italienischen Architekten Carlo Scarpa erste Instandsetzungsarbeiten statt. Scarpa gestaltete ab 1936 die Eingangshalle und den Großen Saal (Aula Magna) mit den angrenzenden Räumen im zweiten Stockwerk neu. Außerdem wurden die beiden Eingänge des Anwesens instand gesetzt. 1956 wurde Scarpa erneut engagiert, um den Großen Saal noch einmal umzugestalten. Dieser wurde 1979 bei einem Feuer zum Teil zerstört, aber anschließend von dem Architekten Valeriano Pastor wiederhergestellt.
Die bisher letzten großen Restaurierungsarbeiten, die auch den Palazzo Giustinian umfassten, fanden von Januar 2004 bis Sommer 2006 statt. Dabei wurden unter dem großen Innenhof Relikte aus dem 9. Jahrhundert gefunden und ein mit Fresken des 15. Jahrhunderts ausgestatteter Boden entdeckt. Außerdem legte man in einem Raum des ersten Stockwerks eine reich dekorierte und vergoldete Decke aus dem 16. Jahrhundert frei. Studenten der Universität restaurierten  im Jahr 2008 das zur Straßenseite gelegene Portal des Palasts.